# Allegretto

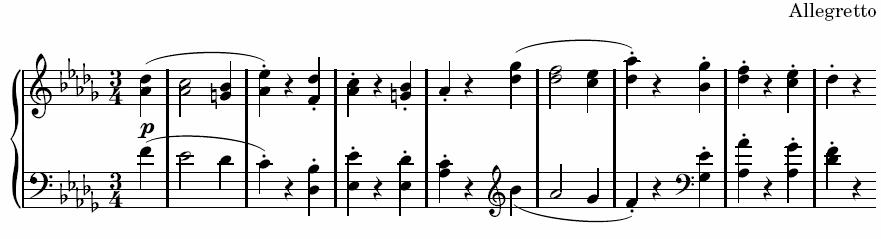
Een stuk van Beethoven in allegretto.

Allegretto is een van oorsprong Italiaanse muziekterm die aangeeft in welk tempo gespeeld moet worden. Allegretto betekent letterlijk "een beetje allegro", wat inhoudt dat allegretto iets minder snel, maar wel sierlijker is dan allegro.
Allegretto behoort tot de matig snelle tempi. Het metronoomgetal komt neer op 92 tot 120, dus 92 tot 120 tellen per minuut.